# Halle-Rosengarten
Halle-Rosengarten - przystanek kolejowy w Halle, w kraju związkowym Saksonia-Anhalt, w Niemczech. Znajdują się tu 2 perony.